# ラレコ
ラレコ（1971年12月10日 - 、男性）は茨城県出身のウェブアニメーター、Flash職人。
シニカルで風変わりな作風が特徴。代表作『やわらか戦車』で文化庁メディア芸術祭「日本のメディア芸術100選」のエンターテイメント部門1位を獲得するなどの受賞歴がある。

## 来歴
茨城大学人文学部中退。大学時代は漫画研究会に所属し、在学中の1994年秋にはアフタヌーン四季賞にて佳作を受賞した。
ライブドアとファンワークスのタイアップ企画であるライブドアネットアニメにて、『やわらか戦車』が主婦や学生などを中心に支持されるようになり、その後マスメディアなどで積極的に取り上げられるようになった。以後も『くわがたツマミ』など、Flashを使用したアニメーション作品を制作・発表した。
作品が話題になってからもしばらくの間は、年齢・性別も含めた一切のプロフィールを公表しておらず、ラレコという名前や可愛らしいキャラクター、イラストのタッチなどから、女性と勘違いするファンも少なくなかった。また年齢に関しては、冗談で「14歳」と称したこともあった。
インタビュー記事などでは、本人の写真ではなく似顔絵やイラストなどが掲載されていたが、2007年、NHK教育のトーク番組「トップランナー」出演時に、初めて素顔やプロフィールが明らかにされ、あわせて作品の制作過程も公開された。

## 主な作品
カレーパンのうた - 2003年
当初、仲間うちで見せるためだけに作ったものであったが、インターネット上で広まった。Jugon（手足の生えたタラコを思わせるピンク色の生物。海洋生物のジュゴンとは形状がまるで異なる）がひたすら、カレーパンを袋から取り出して眺めては、「♪食べないよ〜」と歌いながらまた袋にしまう、という“永久ループ”のアニメーション。トップランナー出演時、この作品について「ほんとにいいかげんな気持ちで作った曲で、半日か一日くらいで作っているんですよ」「（お絵かき掲示板に投稿してくる他の投稿者に絵で敵わないと思い）動かして歌ったら勝つかなと思って」「ループする曲を作って延々聴かせて洗脳しよう、と思った」と述べた。
本来は、webページに添付されたアニメーションGIFとwav音声を同時に再生することで疑似的に音声付きアニメのように見せる形式だった。しかしこの仕組みの本質的な問題に加え当時の低速な回線事情もあり、動画と音声の同期がズレやすく、ダウンロード終了後にページ保存やリロードをしなければならないなど手間が必要であった。その後、ファンの手によってFlash版が作成され、一時はラレコ本人のサイトにおいて同時に公開されていた。
また、ファンによりカレーパン視点のものが作成されており、カレーパン視点に変更されている歌はラレコ本人が歌唱。
ぷっぷくちゃん - 2004年
「ラッパドロイド」。ラッパを吹いて幸せを届ける推定年齢4歳の幼女。しかし、その幸せの量が「強すぎて致死量に達している」ためラッパ一吹きで骨にして破裂死させてしまう。そのせいでいつも一人ぼっちだが、本当はとても寂しがり屋。
コアラッコ - 2004年
コアラとラッコのあいのこ。怒り顔で貝を叩きまくる。反抗的でひたすら悪さを繰り返すキャラクターだが、なぜかバイクだけは相手に返す。鼻が「脱着式」になっている。そんぽ24損害保険のCMキャラクター「ハナコアラ」と同じコンセプトであるが、ラレコによると「パパパ、パクリじゃねーぞ」「ショックですよ。正味の話」。
くわがたツマミ - 2005年7月10日
クワガタムシの父親と、元パリコレモデルである人間の母親の間に生まれた幼女の物語。全84話。
やわらか戦車 - 2005年12月
「やわらかチタン」という架空の素材でできた戦車。兵器ではあるが、武器を持たず「退却ー!!」の台詞とともに後ずさりする。ラレコによれば「『戦わない車』なので『戦車』」とのこと。全53話。
ちーすい丸 - 2010年
オスなのに血を吸う蚊のちーすい丸とその仲間たち、そして大好物の血液の供給源であるノブオとその周辺の人々の攻防を描く。総じて人間が蚊たちに負けるのがオチである。2010年7月現在、日本テレビの関東ローカル限定で放映されているが、同局の動画サイト「第二日本テレビ」で関東以外でも閲覧可能である。
ガッ活! - 2012年
生徒同士で討論し合う場、「学活」（学級活動）を設ける否山中学校に通う2年1組、学級委員長の高千穂ちほから出される議題と、その議題に振り回される生徒たちによる、バカバカしくも考えさせられる討論を描く。2012年3月20日よりNHKEテレで先行放送・4月3日よりワンセグ2で放送。全25話。
目玉焼きの黄身 いつつぶす? - 2014年
おおひなたごうの同名漫画が原作。2014年8月にNHK総合にて全4話で放送。
英国一家、日本を食べる - 2015年
マイケル・ブースの同名エッセイが原作。2015年4月よりNHK総合で放送。NHKワールドTVでも「Sushi and Beyond」の題で放送される。
アグレッシブ烈子 - 2016年
TBSテレビ『王様のブランチ』内で2016年4月から2018年3月まで放映されたミニアニメ。サンリオの同名キャラクターを原作としている。
アニメ本編の実制作はファンワークスで、ラレコは監督と主人公のデスボイスを兼任した。
2018年にはNetflixでアニメ化されており、こちらでは脚本も手がけている。
ほのぼのログ - 2016年
NHK総合テレビで2016年6月に放送。絵コンテ・演出担当。
兄に付ける薬はない! - 2017年
幽・霊の同名漫画が原作（中国語題は快把我哥带走）。2017年4月よりTOKYO MXで放送（中国では3月よりテンセントで先行放送）。
チキップダンサーズ - 2021年
NHK Eテレで2021年10月から2024年3月まで放送された。監督・脚本担当。
えぶりでいホスト - 2025年
ごとうにもの同名漫画が原作。テレビ東京・BS日テレで2025年4月から放送。監督・脚本担当。